# Cryptophagus pubescens
Cryptophagus pubescens es una especie de escarabajo del género Cryptophagus, familia Cryptophagidae. Fue descrita científicamente por Sturm en 1845.
Habita en Suecia, Reino Unido, Francia, Noruega, Alemania, Países Bajos, Austria, Luxemburgo, Dinamarca, Bélgica, Italia, Polonia, Bulgaria y Suiza.